# Leopold Zunz
Leopold Zunz, född den 10 december 1794 i Detmold, död den 17 mars 1886 i Berlin, var en tysk litteraturhistoriker.
Zunz  studerade filologi och naturvetenskap i Berlin och Göttingen samt blev 1820 rabbin vid Nya israelitiska synagogan i Berlin, 1824 medredaktör i "Spenersche Zeitung" och 1839 direktör för ett rabbinseminarium i Berlin, som upphörde 1850. Talangfull och framsynt politisk skriftställare med avgjort demokratisk riktning, blev Zunz flera gånger 1849-61 uppställd som riksdagsmannakandidat för det frisinnade partiet i Berlin. De sista tiotalen av sitt liv egnade han uteslutande åt vetenskapligt arbete. 
Hans främsta skrifter är: Die gottesdienstlichen vorträge der juden (1832; ny upplaga 1892), ett epokgörande arbete över stora och viktiga delar av den äldsta judiska litteraturhistorien, vilka dittills inte varit bearbetade, Die synagogale poesie des mittelalters (1855), Die ritus des synagogalen gottesdienstes (1859), Literaturgeschichte der synagogalen poesie (1865; med "Nachtrag" 1867), Die namen der juden, eine geschichtliche untersuchung (1836) samt en stor mängd tidskriftsartiklar. Hans politiska och sociala föredrag är utgivna i Gesammelte schriften von Zunz, herausgegeben vom curatorium der Zunz-stiftung" (3 band, 1875-76).